# Emile-Eugène-Gabriel Vergnes
Emile-Eugène-Gabriel Vergnes, francoski general, * 9. januar 1891, † 11. februar 1980.